# Lijst van Stolpersteine in Zwartewaterland

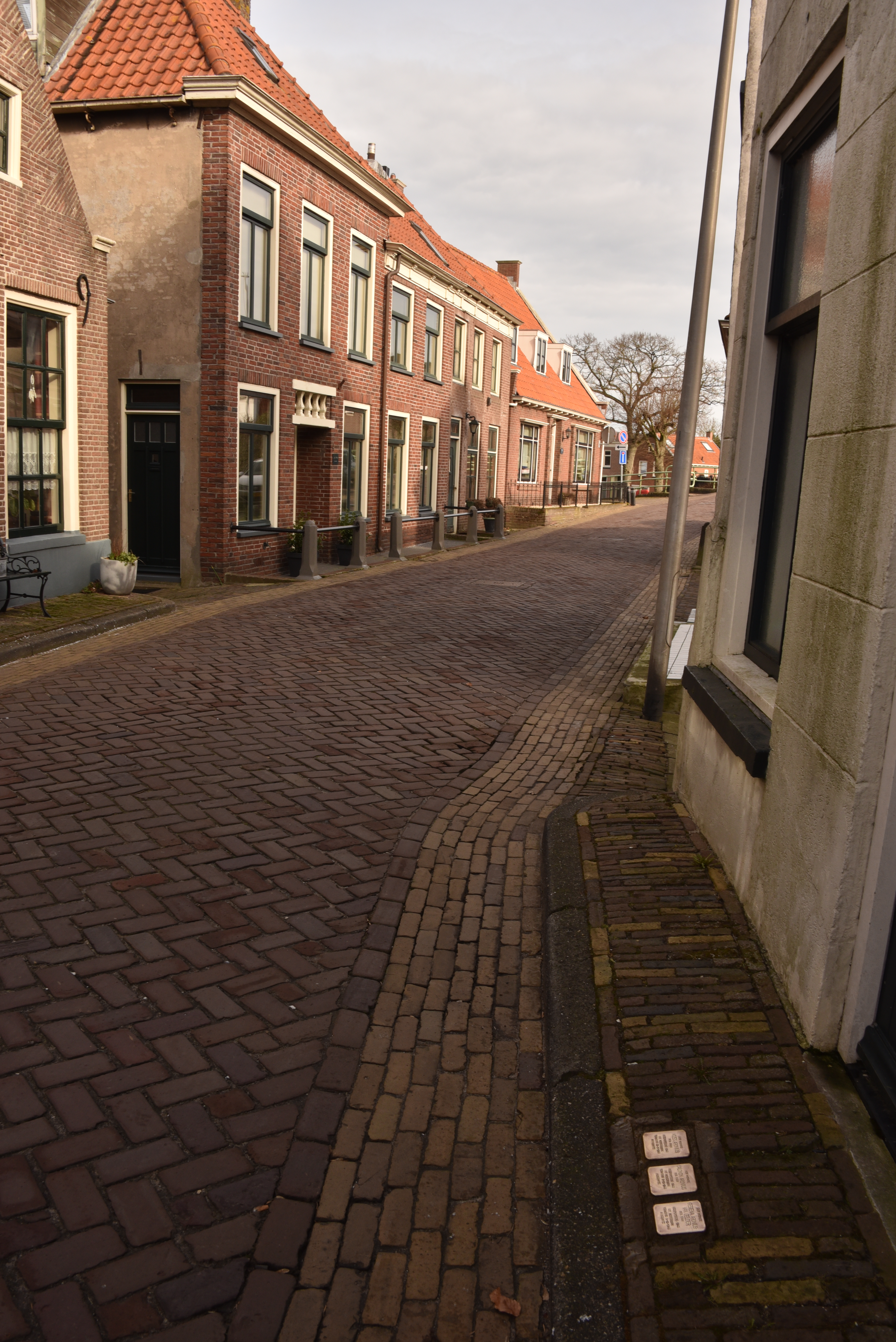
Stolpersteine voor familie Aronius

De Lijst van Stolpersteine in Zwartewaterland geeft een overzicht van de Stolpersteine in de gemeente Zwartewaterland in de Nederlandse provincie Overijssel die zijn geplaatst in het kader van het Stolpersteine-project van de Duitse beeldhouwer-kunstenaar Gunter Demnig.
Stolpersteine zijn opgedragen aan slachtoffers van het nationaalsocialisme, al diegenen die zijn vervolgd, gedeporteerd, vermoord, gedwongen te emigreren of tot zelfmoord gedreven door het nazi-regime. Demnig legt voor elk slachtoffer een aparte steen, meestal voor de laatste zelfgekozen woning.
Omdat het Stolpersteine-project doorloopt, kan deze lijst onvolledig zijn.

## Stolpersteine
In Zwartsluis, een dorp in de gemeente Zwartewaterland, liggen elf Stolpersteine op vier adressen.
| Afbeelding | Inscriptie | Adres             | Herdachte persoon                       |
| ---------- | --- | ----------------- | --------------------------------------- |
|            | HIER WOONDE ARON ARONIUS GEB. 1923 GEDEPORTEERD 1942 UIT WESTERBORK VERMOORD 30-9-1942 AUSCHWITZ                 | Klein Lageland 26 | Aron Aronius (1923-1942)                |
|            | HIER WOONDE MOZES ARONIUS GEB. 1896 GEDEPORTEERD 1942 UIT WESTERBORK VERMOORD 25-1-1943 AUSCHWITZ                | Westeinde 5       | Mozes Aronius (1896-1943)               |
|            | HIER WOONDE SALOMON ARONIUS GEB. 1929 GEDEPORTEERD 1942 UIT WESTERBORK VERMOORD 8-10-1942 AUSCHWITZ              | Westeinde 5       | Salomon Aronius (1929-1942)             |
|            | HIER WOONDE SARA ARONIUS GEB. 1921 GEDEPORTEERD 1942 UIT WESTERBORK VERMOORD 8-10-1942 AUSCHWITZ                 | Klein Lageland 26 | Sara Aronius (1921-1942)                |
|            | HIER WOONDE WOLF ARONIUS GEB. 1894 GEDEPORTEERD 1942 UIT WESTERBORK VERMOORD 20-12-1942 MALAPANE                 | Klein Lageland 26 | Wolf Aronius (1894-1942)                |
|            | HIER WOONDE CAROLINA ARONIUS- POTSDAMMER GEB. 1893 GEDEPORTEERD 1942 UIT WESTERBORK VERMOORD 8-10-1942 AUSCHWITZ | Klein Lageland 26 | Carolina Aronius-Potsdammer (1893-1942) |
|            | HIER WOONDE GESIENA ARONIUS- VAN GELDER GEB. 1896 GEDEPORTEERD 1942 UIT WESTERBORK VERMOORD 8-10-1942 AUSCHWITZ  | Westeinde 5       | Gesiena Aronius-van Gelder (1896-1942)  |
|            | HIER WOONDE SALOMON BREST GEB. 1897 GEDEPORTEERD 1942 UIT WESTERBORK VERMOORD 31-12-1942 BLECHHAMMER             | Stationsweg 28    | Salomon Brest (1897-1942)               |
|            | HIER WOONDE ROZETTE BREST- VAN DAM GEB. 1871 GEDEPORTEERD 1942 UIT VUGHT VERMOORD 14-5-1943 SOBIBOR              | Stationsweg 28    | Rozette Brest-van Dam (1871-1943)       |
|            | HIER WOONDE JOSEPH HAMMELBURG GEB. 1879 GEDEPORTEERD 1943 UIT VUGHT VERMOORD 14-5-1943 SOBIBOR                   | Buitenkwartier 3  | Joseph Hammelburg (1879-1943)           |
|            | HIER WOONDE SAARTJE OVERWEG GEB. 1861 GEDEPORTEERD 1943 UIT VUGHT VERMOORD 14-5-1943 SOBIBOR                     | Buitenkwartier 3  | Saartje Overweg (1861-1943)             |

## Data van plaatsingen
- 5 november 2014

## Fotogalerij

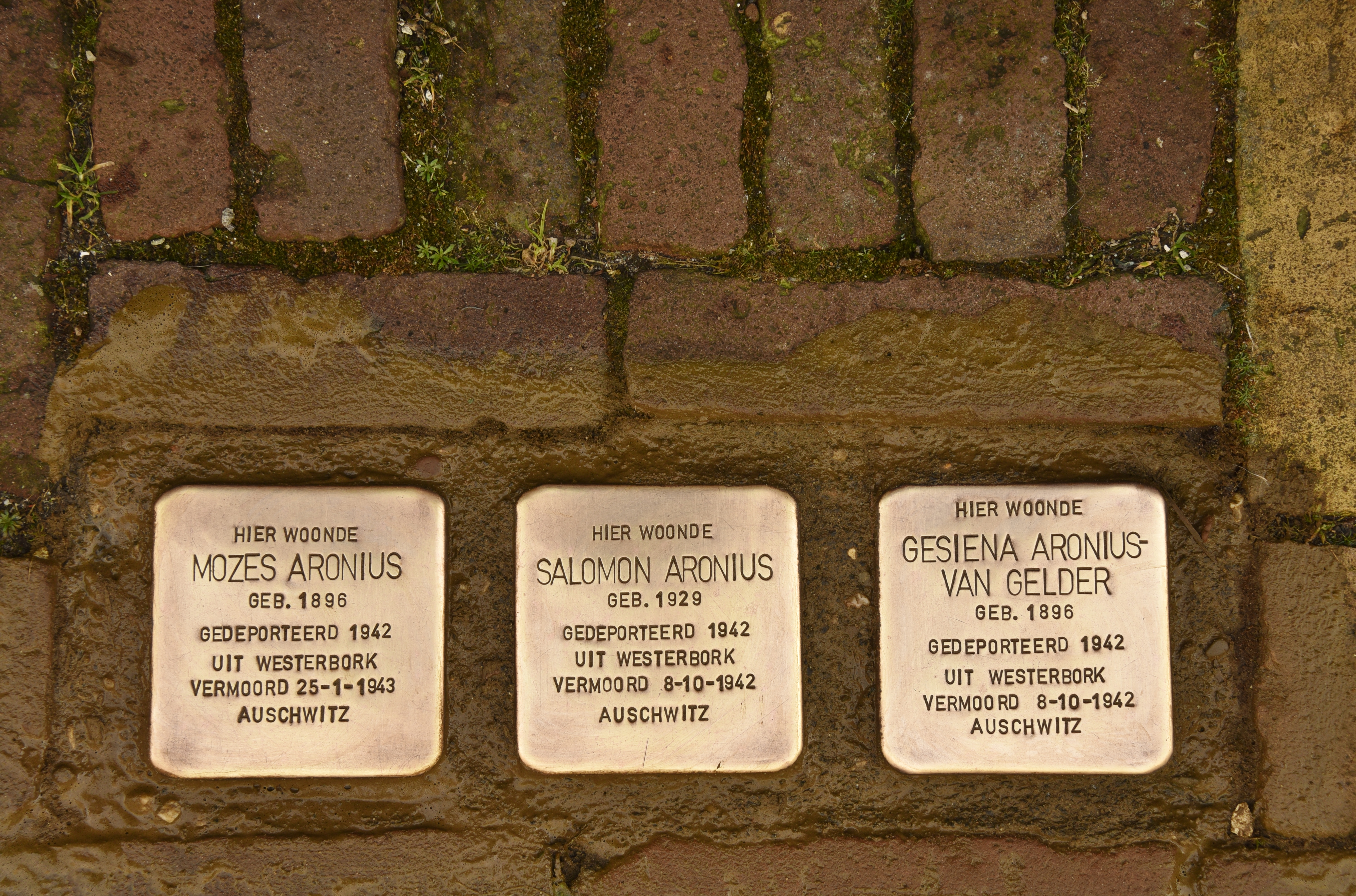
Westeinde 5
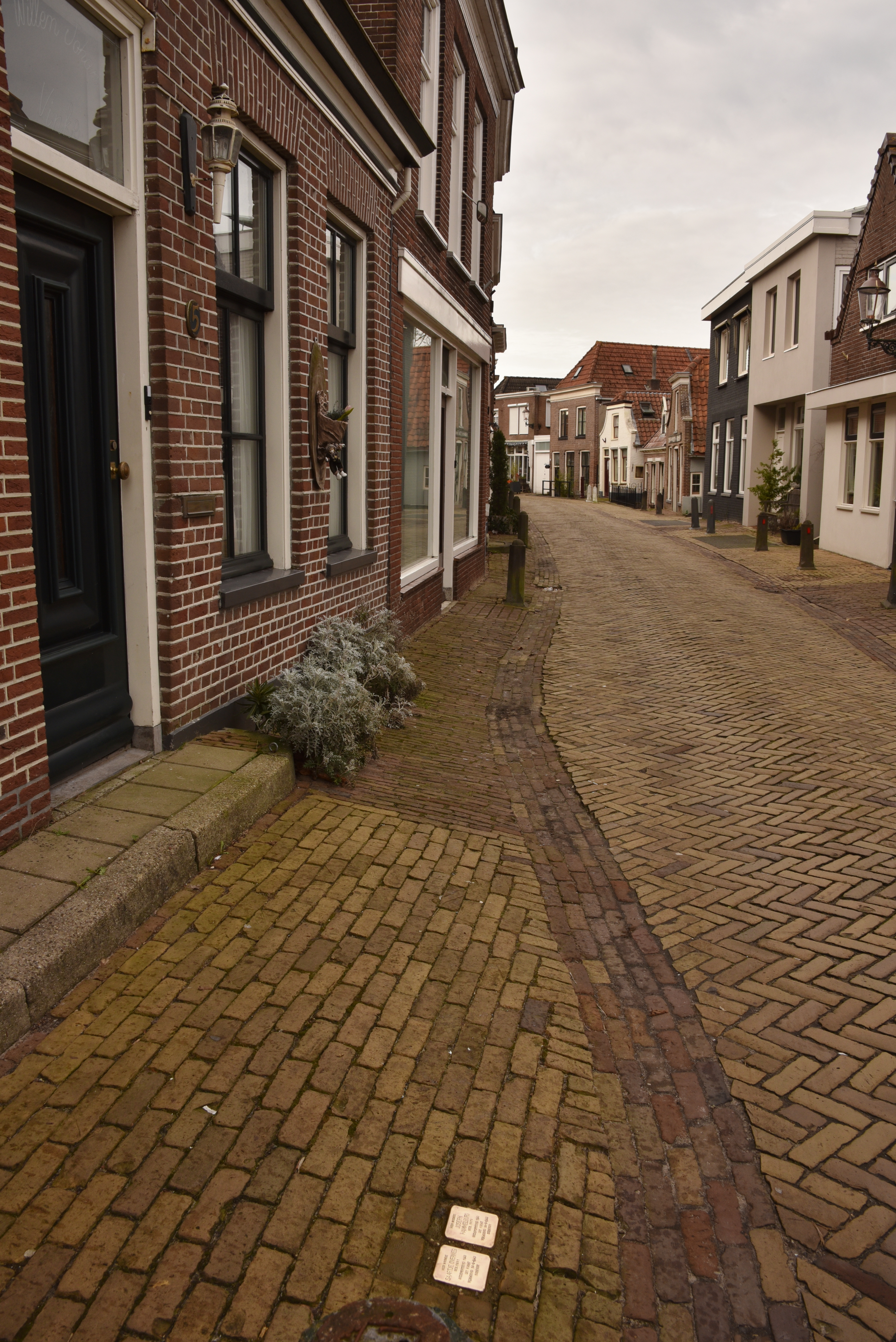
Buitenkwartier 3
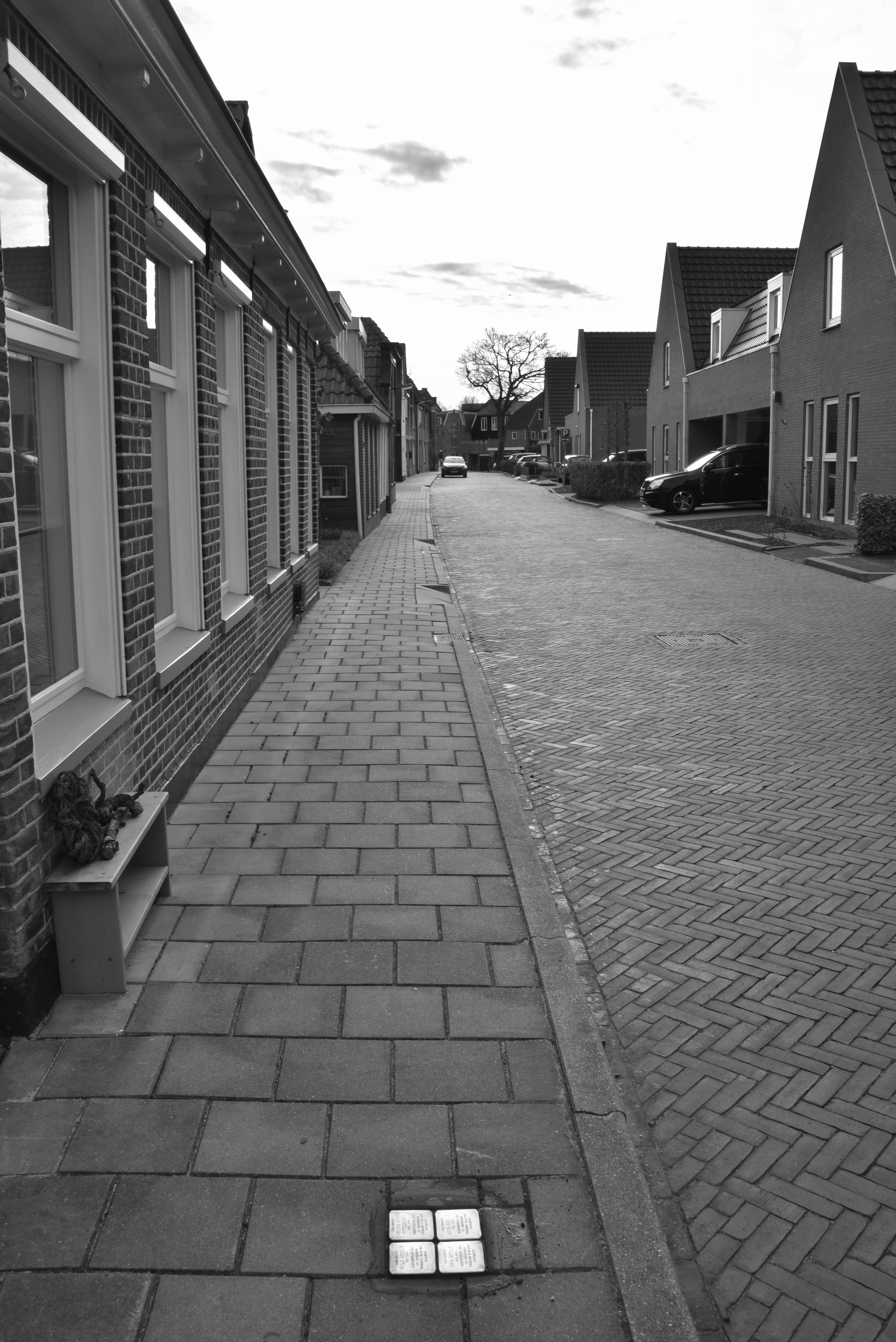
Klein Lageland 30
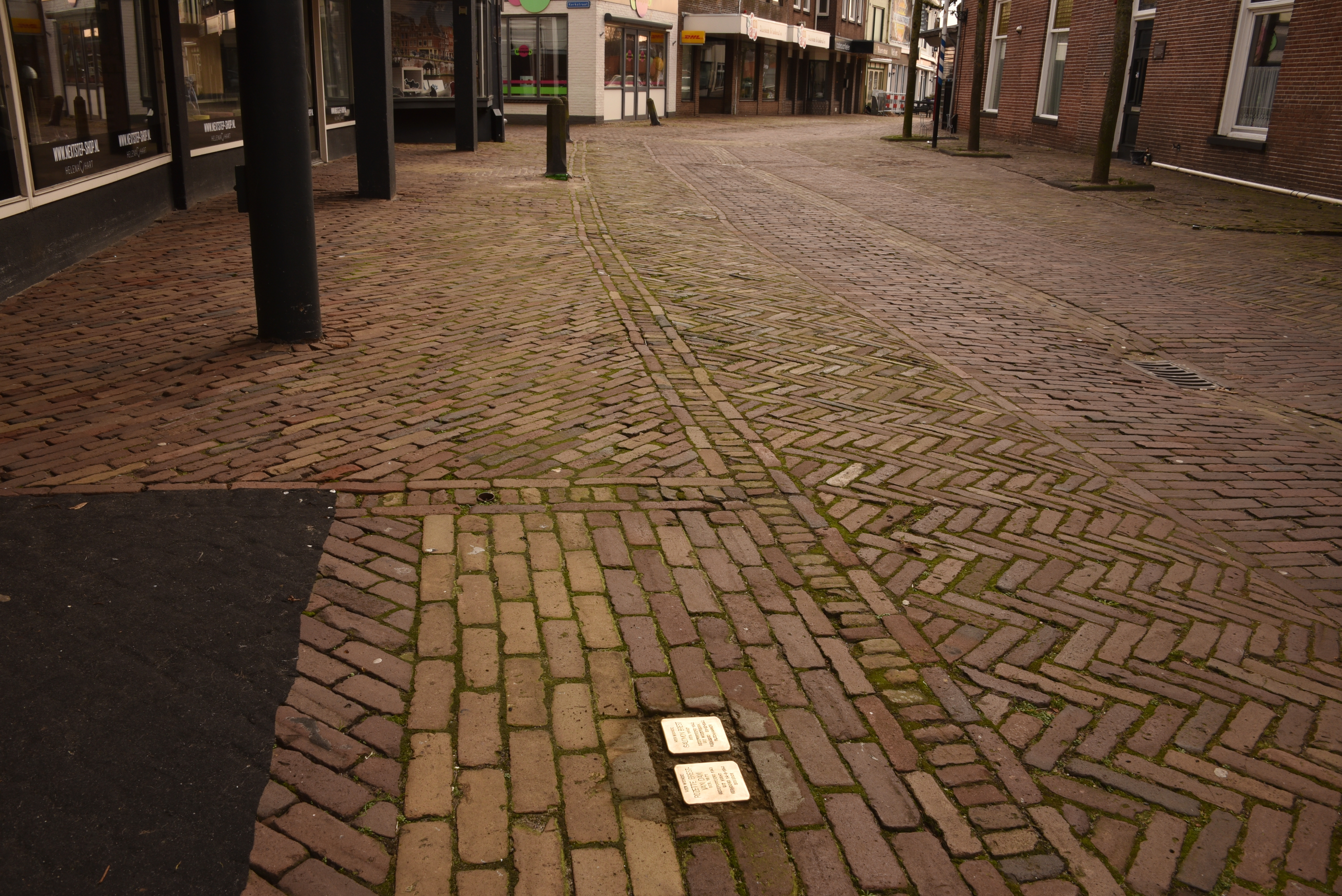
Stationsweg 28